# Stephen Green

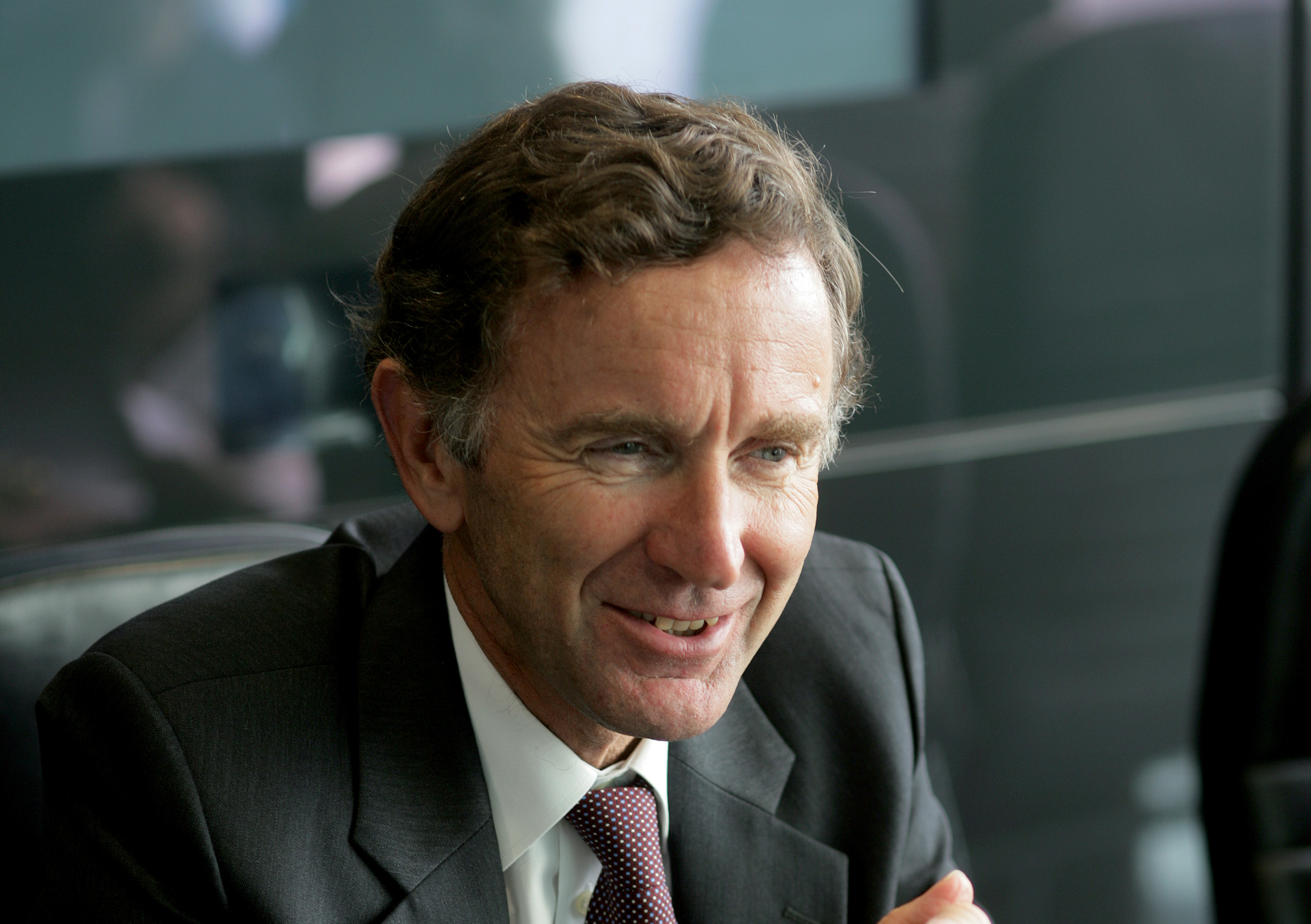
Stephen Green (2006)

Stephen Keith Green, Baron Green of Hurstpierpoint (* 7. November 1948), ist ein britischer Bankmanager, ordinierter Priester der anglikanischen Kirche und Politiker. Bis zum Jahresende 2010 war er Verwaltungsratsvorsitzender der größten Privatbank der Welt, der HSBC Holdings plc. Von 2011 bis 2013 bekleidete er das Amt des Handelsministers in der Regierung Cameron.

## Leben
Green studierte am privaten Lancing College und an der University of Oxford. Er hat außerdem einen Master-Abschluss des Massachusetts Institute of Technology (MIT).
2010 erhielt Green die Ehrendoktorwürde der University of London, SOAS College, in Economics für seine moralische Ausrichtung und die Förderung des Austausches zwischen der SOAS und HSBC. Die City University London verlieh ihm im Juli 2011 die Ehrendoktorwürde.
Seine berufliche Laufbahn begann Green im britischen Entwicklungshilfeministerium (Ministry of Overseas Development, heute Department for International Development). 1977 wechselte er zum Beratungsunternehmen McKinsey, wo er in Europa, Nordamerika und im Mittleren Osten tätig war.
1982 ging er zur Hongkong and Shanghai Banking Corporation (HSBC), wo er zunächst verantwortlich für Aktivitäten im Bereich Unternehmensentwicklung war, ab 1985 für die Entwicklung der weltweiten Treasury-Operationen der Bank. 1992 wurde er Group Treasurer von HSBC, verantwortlich für das gesamte Unternehmensvermögen und die weltweiten Kapitalmarktgeschäfte.
Im März 1998 wurde Green in den Vorstand der HSBC Holding berufen, wo er als Exekutivdirektor des Bereiches Investmentbanking und Märkte verantwortlich war für das Investment- und Privatkundengeschäft sowie die Vermögensverwaltungsaktivitäten der HSBC-Gruppe. Im Mai 2002 übernahm er zusätzlich die Verantwortung für das Unternehmenskundengeschäft der Gruppe. Zum 1. Juni 2003 wurde er CEO der HSBC-Gruppe. Ab Januar 2005 war Green Vorsitzender (Chairman) der HSBC Bank plc, des europäischen Zweigs der Gruppe.
Am 7. Juli 2005 wurde er vom britischen Premierminister für eine Amtszeit von vier Jahren als einer der Trustees (Treuhänder) in den Vorstand des British Museum berufen.
Am 28. November 2005 gab HSBC bekannt, dass Green Nachfolger des am 26. Mai 2006 zurückgetretenen und im Juli des Jahres als Chairman zu Vodafone gewechselten bisherigen Vorsitzenden der HSBC-Gruppe, Sir John Bond, wird.
Am 7. September 2010 wurde die Öffentlichkeit von HSBC über Greens Wechsel in die Politik informiert. Er trat am 3. Dezember 2010 als Group Chairman von HSBC zurück und wurde durch Douglas Flint ersetzt.
Bis zu seinem Wechsel in die Politik war Green Vorsitzender der Britischen Bankenvereinigung (British Bankers Association). In diesem Amt folgte ihm Barclays Chairman Marcus Agius nach.
Des Weiteren war er Direktor der sämtlich zur HSBC-Gruppe gehörenden Banken Bank of Bermuda, HSBC Mexico und HSBC Limited, Chairman der HSBC Private Banking Holdings (Suisse) SA und der HSBC North America Holdings Inc., sowie ehemaliger stellvertretender Vorstandsvorsitzender der deutschen HSBC Trinkaus & Burkhardt AG und ehemaliges Vorstandsmitglied der HSBC SA.
Im September 2010 erfolgte die Ankündigung, dass er Anfang 2011 als unbezahlter Minister of State for Trade and Investment in die Regierung aus Conservative Party und Liberal Democrats eintreten werde. Am 16. November 2010 wurde er als Baron Green of Hurstpierpoint, of Hurstpierpoint in the County of West Sussex, zum Life peer ernannt und am 22. November Mitglied des House of Lords. Er war vom 11. Januar 2011 bis zum 11. Dezember 2013 Minister of State for Trade and Investment im Department for Business, Innovation and Skills und im Foreign and Commonwealth Office.
Am 14. Februar 2015 trat Stephen Green infolge der Swiss-Leaks-Steueraffäre von seinem Posten im Beirat des britischen Bankenverbands zurück.
Green ist verheiratet und hat zwei Geschwister, zwei Töchter und sieben Enkelkinder. Er ist ordiniert in der Church of England.

## Schriften (Auswahl)
- Serving God? Serving Mammon? Marshall Pickering, London 1996, ISBN 055102982X
- Good Value: Reflections on Money, Morality and an Uncertain World. Penguin Books, London 2009, ISBN 1-84614-236-9
- Wahre Werte. Über Moral, Geld und die Zukunft. Finanzbuchverlag, München 2009, ISBN 978-3-89879-561-6
- Reluctant Meister. How Germany's past is shaping its European future, The University of Chicago Press, Chicago 2014, ISBN 9781908323682.
- Dear Germany. Liebeserklärung an ein Land mit Vergangenheit, Theiss, Darmstadt 2017, ISBN 9783806236330. Aus dem Englischen von Michael Haupt.